# Закопчє
За́копчє (словац. Zákopčie) — село в окрузі Чадця Жилінського краю Словаччини. Станом на січень 2017 року в селі проживало 1770 людей.

## Географія
Протікає річка Ракова і Закопчанський потік.

## Населення
| Рік:            | 1994. | 2004.   | 2014.   | 2024.   |
| --------------- | ----- | ------- | ------- | ------- |
| Кількість осіб: | 1726  | 1830    | 1797    | 1683    |
| Різниця:        |       | +6,02 % | -1,80 % | -6,34 % |

| Рік:            | 2023. | 2024.   |
| --------------- | ----- | ------- |
| Кількість осіб: | 1692  | 1683    |
| Різниця:        |       | -0,53 % |